# The Agonist
The Agonist (dawniej The Tempest) – kanadyjski zespół wykonujący melodic death metal powstały w 2004 roku.

## Historia

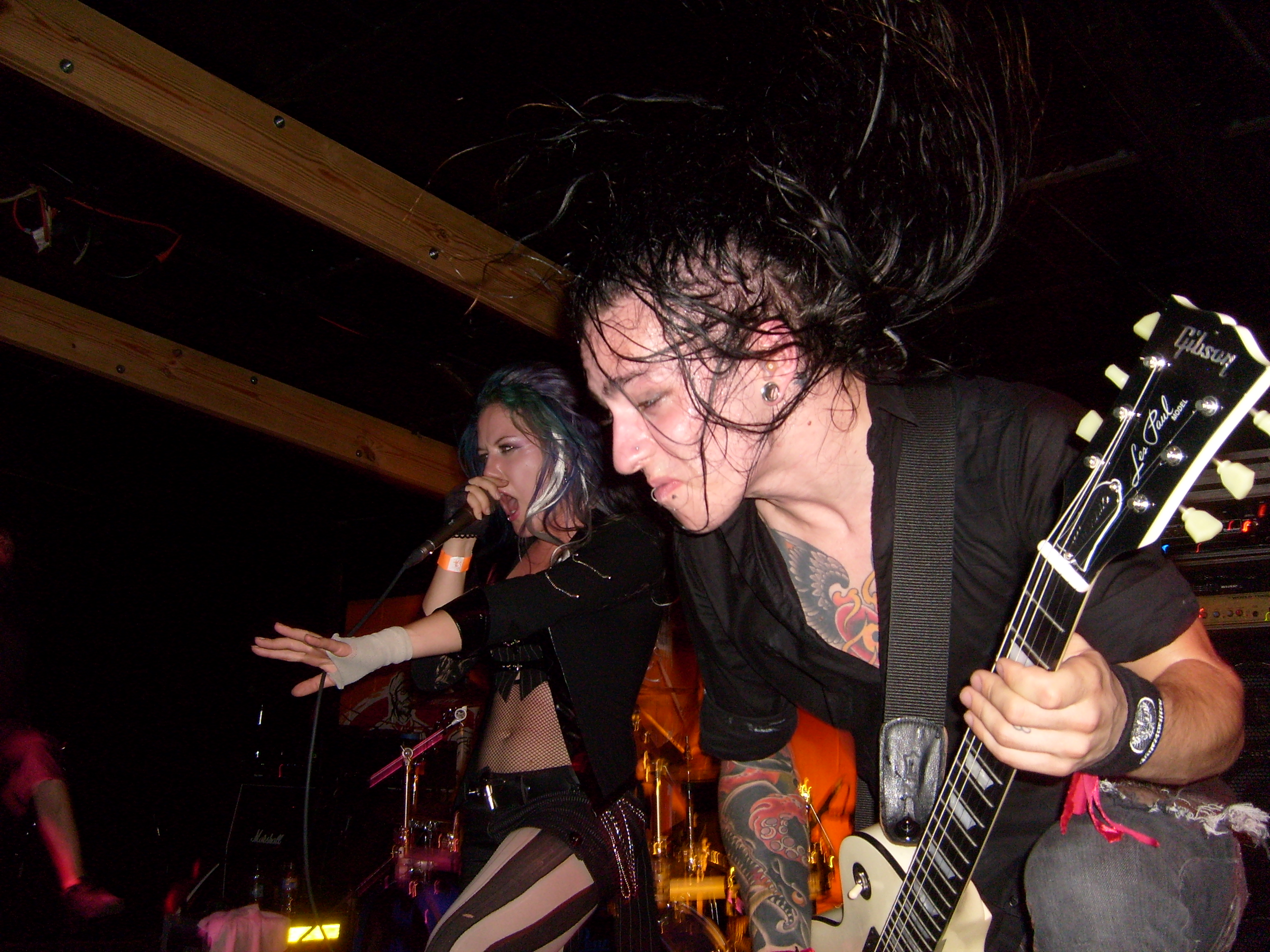
Alissa White-Gluz i Chris Adolph, 2009

The Agonist (dawniej znany jako The Tempest) został założony przez gitarzystę Danny’ego Marino, jego przyjaciela, basistę Chrisa Kells i wokalistkę Alissę White-Gluz. Przed założeniem The Agonist każdy z  muzyków miał swój zespół. Z zespołu Danny'ego i z zespołu Chrisa odeszli wokaliści. Spotkali oni, mającą wtedy 18 lat, wokalistkę Alisse White-Gluz i założyli zespół The Tempest.  Przy podpisaniu kontraktu z wytwórnią Century Media Records zmienili swoją nazwę ze względu na kwestie prawne. Wydali swój pierwszy album Once Only Imagined 14 sierpnia 2007 roku. Płyta miała mieć charakter dema, a wydanie jej skłoniło zespół do przyjęcia perkusisty Simona McKay. 28 sierpnia 2007 zespół wydał teledysk do piosenki „Business Suits and Combat Boots”, który został nakręcony przez znanego reżysera Davida Brodsky'iego. Teledysk został umieszczony na 6 miejscu w klasyfikacji najlepszego teledysku 2007 roku przez MTV2's Headbanger's Ball.
Po wydaniu pierwszej płyty, The Agonist odbyło trasy koncertowe z wieloma znanymi zespołami m.in. God Forbid, Arsis, The Faceless, Sonata Arctica, Overkill, Epica, Visions of Atlantis i Enslaved. Jedna z tras koncertowych została zakłócona, gdy przyczepa ze sprzętem została uszkodzona podczas zamieci w Górach Skalistych. White-Gluz została ogłoszona the hottest chicks in metal w lipcu 2007 roku przez magazyn Revolver. 
Zespół wydał swoją drugą płytę o nazwie Lullabies for the Dormant Mind w marcu 2009 roku. Album został wyprodukowany przez Christiana Donaldsona (Cryptosy, Mythosis), ukazuje nowe atrybuty zespołu i jest mieszanką muzyki poważnej w tym opery, jazzu, gridcore'u, thrash'u i black metalu. Teledysk do piosenki „...And Their Eulogies Sang Me To Sleep” również został nakręcony przez reżysera Davida Brodsky'iego i został wydany 18 kwietnia 2009 roku. Wkrótce po tym, 22 kwietnia 2009 roku został wydany kolejny teledysk do piosenki „Birds Elope With The Sun”, który jest zapisem jednego z koncertów. Ich trzeci teledysk do singla „Thank You, Pain” został opublikowany na blogu Peta2 w dniu 3 września 2009 roku, dzięki któremu zespół zdobył dużą popularność.
Wokalistka Alissa White-Gluz w maju 2009 roku ponownie została wybrana the hottest chicks in metal przez magazyn Revolver. Podczas trasy koncertowej Lullabies for the Dormant Mind The Agonist po raz pierwszy koncertowało w Meksyku, Wenezueli, Japonii, Chinach, Kolumbii oraz Europie. Po zakończeniu trasy z Epicą i Scar Symmetry w grudniu 2010 roku zespół ogłosił na swoim profilu na Facebooku zamiary wydania trzeciego albumu w 2011 roku.
Trzecią płytę o nazwie Prisoners zespół wydał w czerwcu 2012 roku. W marcu 2014 roku, Alissa White-Gluz ogłosiła, że zastąpi wokalistkę Angelę Gossow w szwedzkim zespole Arch Enemy. Decyzją kolegów z The Agonist, musiała odejść z zespołu. Nowa wokalistką The Agonist została Vicky Psarakis.

## Muzycy
| Obecni członkowie zespołu - Vicky Psarakis – wokal prowadzący (od 2014) - Danny Marino – gitara (od 2004) - Chris Kells – gitara basowa, wokal wspierający (od 2004) - Simon McKay – perkusja (od 2007) - Pascal Jobin – gitara (od 2010) |  | Byli członkowie zespołu - Alissa White-Gluz – wokal prowadzący (2004–2014) - Derek Nadon – perkusja (2004–2006) - Andrew Tapley – gitara (2007–2008) - Chris Adolph – gitara (2007–2008) |

## Dyskografia

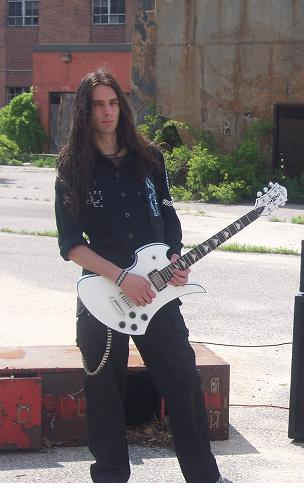
Danny Marino, 2007

| Once Only Imagined             | - Data: 14 sierpnia 2007 - Wydawca: Century Media Records | –  | —   |                  |
| Lullabies for the Dormant Mind | - Data: 10 marca 2009 - Wydawca: Century Media Records    | –  | 174 | - USA: 0,6 tys.+ |
| Prisoners                      | - Data: 12 czerwca 2012 - Wydawca: Century Media Records  | 19 | 89  | - USA: 1,4 tys.+ |
| Eye of Providence              | - Data: 23 lutego 2015 - Wydawca: Century Media Records   | 17 | 108 | - USA: 1,6 tys.+ |
| Five                           | - Data: 30 września 2016 - Wydawca: Napalm Records        | –  | 123 | - USA: 0,7 tys.+ |
| „—” album nie był notowany.    |                                                           |    |     |                  |

## Teledyski
| Tytuł                                    | Rok  | Reżyseria     | Album                          | Źródło |
| ---------------------------------------- | ---- | ------------- | ------------------------------ | ------ |
| „Business Suits And Combat Boots"        | 2007 | David Brodsky | Once Only Imagined             | [ 19 ] |
| „...And Their Eulogies Sang Me To Sleep" | 2009 | David Brodsky | Lullabies For The Dormant Mind | [ 19 ] |
| „Thank You, Pain”                        | 2009 | David Brodsky | Lullabies For The Dormant Mind | [ 19 ] |
| „Birds Elope With The Sun”               | 2009 | —             | Lullabies For The Dormant Mind | [ 19 ] |
| „Panophobia"                             | 2012 | —             | Prisoners                      | [ 20 ] |
| „My Witness, Your Victim”                | 2015 | Chris Kells   | Eye Of Providence              | [ 21 ] |
| „Gates Of Horn And Ivory”                | 2015 | –             | Eye Of Providence              | [ 22 ] |
| „A Gentle Disease”                       | 2015 | –             | Eye Of Providence              | [ 23 ] |
| „Danse Macabre”                          | 2015 | Chris Kells   | Eye Of Providence              | [ 24 ] |